# Air Southwest

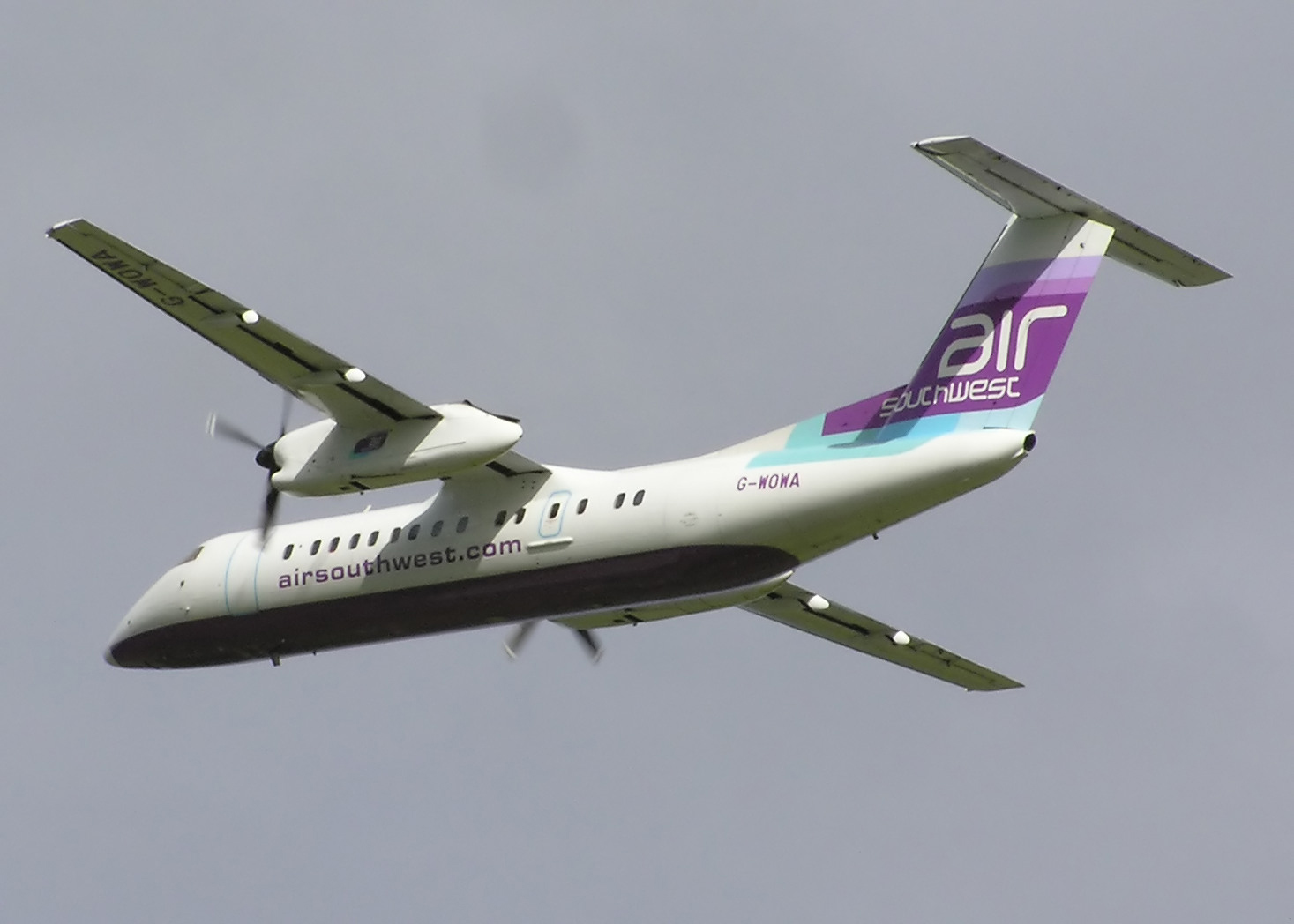
Air Southwest DHC-8

Air Southwest était une compagnie aérienne britannique fondée en 2003 par Sutton Harbour Holdings. Eastern Airlines est devenue propriétaire en septembre 2010 mais un an plus tard, la compagnie annonçait la fin de ses opérations. Elle exploitait des vols réguliers régionaux dans le Sud-ouest de l'Angleterre. Sa base principale était l'Aéroport de Plymouth (en).

## Destinations
Au moment de sa fermeture, Air Southwest exploitait des vols vers les destinations suivantes :
- Aberdeen (Aéroport d'Aberdeen)
- Bristol (Aéroport international de Bristol)
- Cardiff (Aéroport international de Cardiff)
- Cork (Aéroport international de Cork)
- Dublin (Aéroport de Dublin)
- Glasgow (Aéroport international de Glasgow)
- Guernesey (Aéroport de Guernesey)
- Jersey (Aéroport de Jersey)
- Leeds/Bradford (Aéroport de Leeds-Bradford)
- Manchester (Aéroport de Manchester)
- Newquay (Aéroport de Newquay Cornwall)
- Plymouth (Aéroport de Plymouth (en)) Base

## Flotte
Au moment de sa fermeture, la flotte d'Air Southwest était composée des appareils suivants:

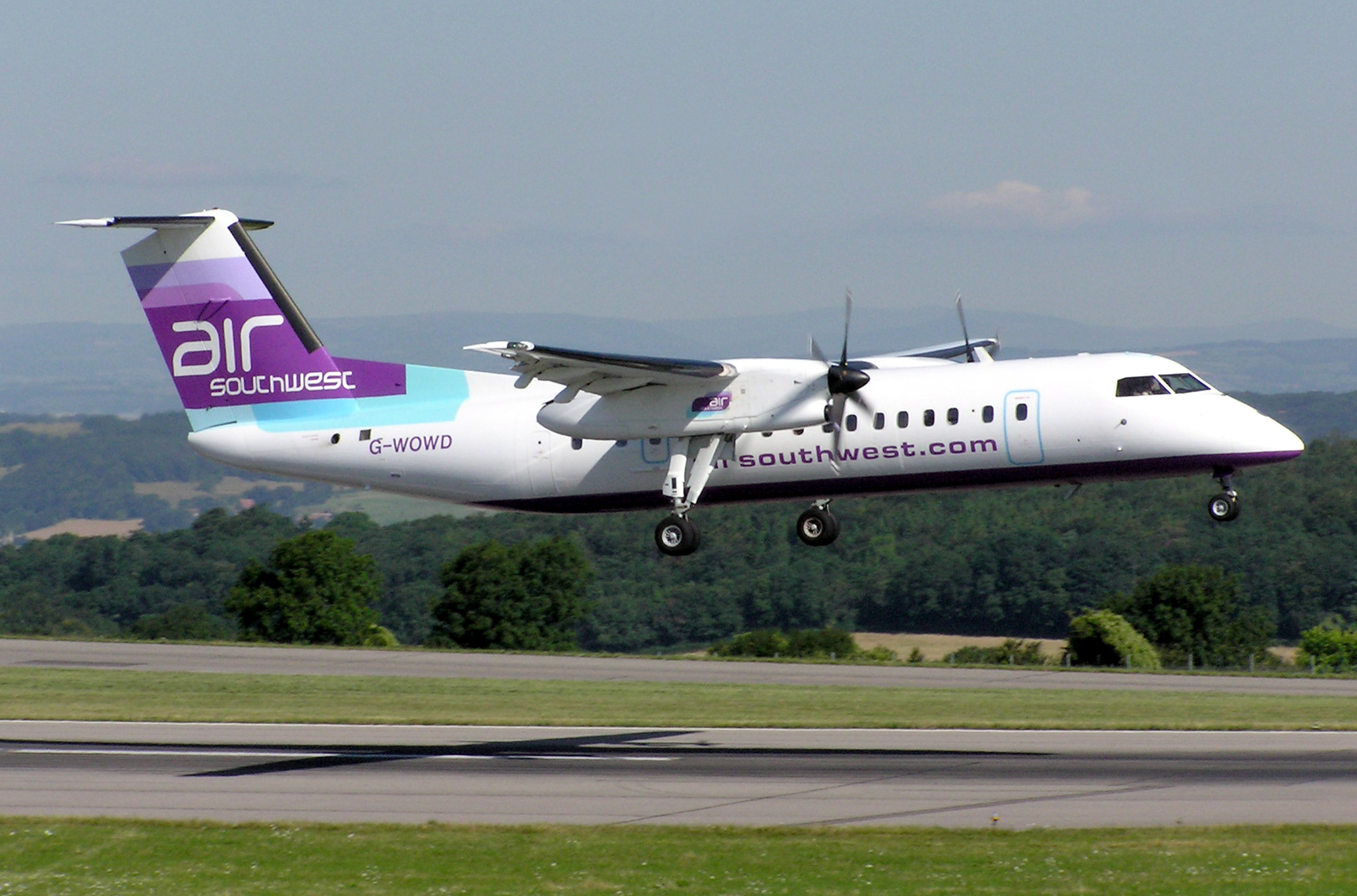
Air Southwest DHC-8

- 5 Dash 8-300